# Khar (Népal)
Khar (en népalais : खार) est un comité de développement villageois du Népal situé dans le district de Darchula. Au recensement de 2011, il comptait 4 272 habitants.